# 札幌聖ミカエル教会
札幌聖ミカエル教会（さっぽろせいミカエルきょうかい）は、北海道札幌市東区北19条東3丁目4-5にある日本聖公会北海道教区の教会。
教会の建物はアントニン・レーモンドの設計であり、レーモンドの作品では北海道内に残る唯一のものである。木材や煉瓦、砂利などは北海道産のものが用いられ、施工は竹中工務店によって行われた。また、正面ガラスの紋様は和紙を貼り付けて形作ったもので、アントニンの妻ノエミの手による。
2007年（平成19年）に「第13回札幌市都市景観」を受賞し、同年12月19日に札幌景観資産の第19号として指定を受けた。